# Pflugtausch
Der Ausdruck Pflugtausch bezeichnet im Grundstücksrecht den zeitweiligen Flächentausch eines landwirtschaftlichen Grundstücks durch den Eigentümer oder Pächter mit einem Dritten. Dabei wird wechselseitig vereinbart, dass die Vertragspartner den Boden des jeweils anderen bearbeiten.
Ein Pflugtausch kann aus verschiedenen Gründen geboten sein, z. B. um eine geeignete Fruchtfolge zu gewährleisten oder um die Betriebsfläche zu arrondieren.
Der Pflugtausch richtet sich nach § 589 BGB, d. h., er bedarf der Erlaubnis des Grundstückseigentümers.